# Кањон Дервенте
Кањон Дервенте се налази у североисточном делу планине Звијезде, у западној Србији, у оквиру НП Тара.
Кањон је усекла река Дервента, која настаје од Кремића потока, Ровињског потока и Алушког потока, а улива се у Перућачко језеро. Улаз у кањон налази се у селу Растиште (заселак Седаљка) на 440 м.н.в. Почиње на контакту јурских харцбургита и масивних и ређе слојевитих и банковитих кречњака. Кроз њега је просечен пут који води ка Бајиној Башти. Кањон је усечен између Трешњевца (862 м.н.в.) на истоку и крашки површи (1.022 м.н.в.) на северозападу. Просечна дубина кањона креће се 530-580 метара, максимална је 690 метара (заселак Миљина кућа - 1.022 м.н.в.).
Станиште је ендемичне врсте Дервентски различак. 
Кружном бициклистичком стазом је повезан са Митровцем, а целом дужином кањона може се проћи асфалтним путем који повезује Предов крст и Перућац са Бајином Баштом.